# Негативна афективність
Негативна афективність (НА) — це особистісна характеристика, яка стосується досвідчування негативних емоцій і низької самооцінки. Негативна афективність – парасольковий термін для низки негативних емоцій, включно з гнівом, зневагою, огидою, відчуттям провини і страху, а також знервованості. Низька негативна афективність характеризується частим перебуванням у стані спокою і душевного миру, а також зі станами впевненості, активності і великого ентузіазму.
Різні люди відрізняються рівнем негативної емоціональної реактивності. Негативна афективність як риса приблизно відповідає домінантному особистісному чиннику тривожності/невротичності в рамках "Великої п'ятірки" особистісних рис. Невротична особистість може страждати від різких перепадів настрою, частих нападів суму і занепокоєності; вияви невротизму можуть стати симптомом розвитку і початку усіх поширених психічних захворювань. Дослідження показують, що негативна афективність співвідноситься з різного роду показниками: самоповідомленим стресом і нездатністю впоратися з життєвими труднощами, скаргами на здоров'я і частотою неприємних подій. Часто мають місце також підвищення ваги тіла та скарги на психічне здоров'я.